# Mariyudō-Wasserfall
Der Mariyudō-Wasserfall (japanisch マリユドゥの滝, Mariyudō-no-taki) ist ein Wasserfall auf der Insel Iriomote-jima in der Präfektur Okinawa. Er hat eine Höhe von 20 m, die sich auf drei Fallstufen aufteilt. Die Breite beträgt etwa 16 m. Der Wasserfall ist Teil des Iriomote-Ishigaki-Nationalparks und liegt am Urauchi-Fluss. Wie die anderen Wasserfälle auf der Insel besteht die Klippe aus Sandstein. Etwa 250 m flussaufwärts liegt der Kampire-Wasserfall. Der höchste Wasserfall der Insel ist der Pinaisāra-Wasserfall mit einer Fallhöhe von 55 m.